# كريبتو

صورة لكريبتو (رسوم متحركة) عام 2005.

كريبتو (بالإنجليزية: Krypto)‏، هو كلب خارق وسمي بهذا الاسم لأنه من كوكب كريبتون، ويتأثر بسهولة من الكريبتونايت، ويصبح أضعف، وهو له نفس قدرات سوبر مان.